# Barssian-Moschee und -Minarett
Die Barssian-Moschee und das Barssian-Minarett (persisch مسجد و مناره برسیان Masdsched o Menare ye Barssian, [mæsd͡ʒɛd o mɛnɑɾɛ jɛ bæɾsijɑn]) sind historische Bauten in der iranischen Provinz Isfahan. Barssian, ursprünglich Parssian, ist ein Dorf 42 km östlich der Stadt Isfahan. Inschriften besagen, dass die Moschee 1105 und das Minarett 1098 in der Zeit Berk-Yaruqs, des Seldschuken-Königs, erbaut wurden. Das Minarett ist das viertälteste im Iran, das eine Inschrift aufweist. Es ist 34 m hoch. Im unteren Teil besteht es aus einfachen Mauerziegeln, die oberen Teile sind dekorierter.
Die Barssian-Moschee hat meisterhaften Mauerwerksverband, einen bemerkenswerten Mihrab und schönen Stuck. Die Ziegel-Dekorationen der Moschee und die Bedeckung der Kuppel erinnern an die Tadscholmolk-Kuppel in der Freitagsmoschee von Isfahan, weshalb Experten davon ausgehen, dass sie die gleiche architektonische Urheberschaft haben. Während der Ära Tahmasp I. wurden an der Nordseite der Moschee ein Iwan und ein Hof hinzugefügt.